# Cochranella
Cochranella (лат.) — род бесхвостых земноводных из семейства стеклянных лягушек, обитающих в Южной Америке. Родовое название дано в честь американского зоолога Дориса Мейбла Кокрана.

## Описание
Характеризуются отсутствием плечевых шпор у взрослых самцов, наличием дольчатой печени, покрытой прозрачной брюшиной и зелёными костями.

## Размножение
Это яйцекладущие земноводные. Самки откладывают яйца на верхние стороны листьев над быстрыми ручьями.

## Распространение
Обитают от Гондураса до амазонских и андских туманных лесов Колумбии, Эквадора, Перу и Боливии.

## Классификация
На февраль 2023 года в род включают 8 видов:
- Cochranella erminea Torres-Gastello, Suárez-Segovia & Cisneros-Heredia, 2007
- Cochranella euknemos (Savage & Starrett, 1967) — Бахромчатая стеклянная лягушка
- Cochranella granulosa (Taylor, 1949) — Зернистая стеклянная лягушка
- Cochranella guayasamini Twomey, Delia & Castroviejo-Fisher, 2014
- Cochranella litoralis (Ruiz-Carranza & Lynch, 1996)
- Cochranella mache Guayasamin & Bonaccorso, 2004
- Cochranella nola Harvey, 1996
- Cochranella resplendens (Lynch & Duellman, 1973) — Обворожительная стеклянная лягушка

## Галерея

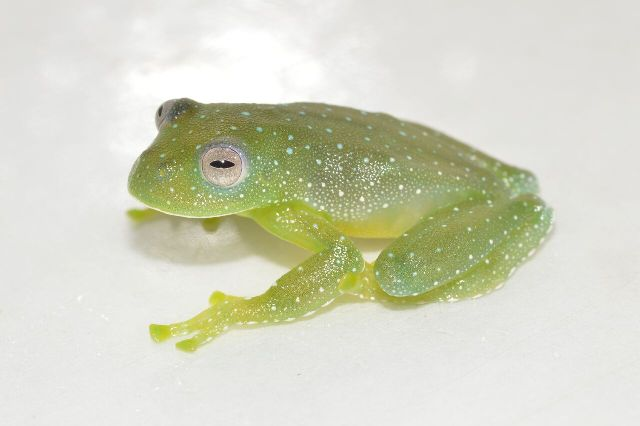
Обворожительная стеклянная лягушка
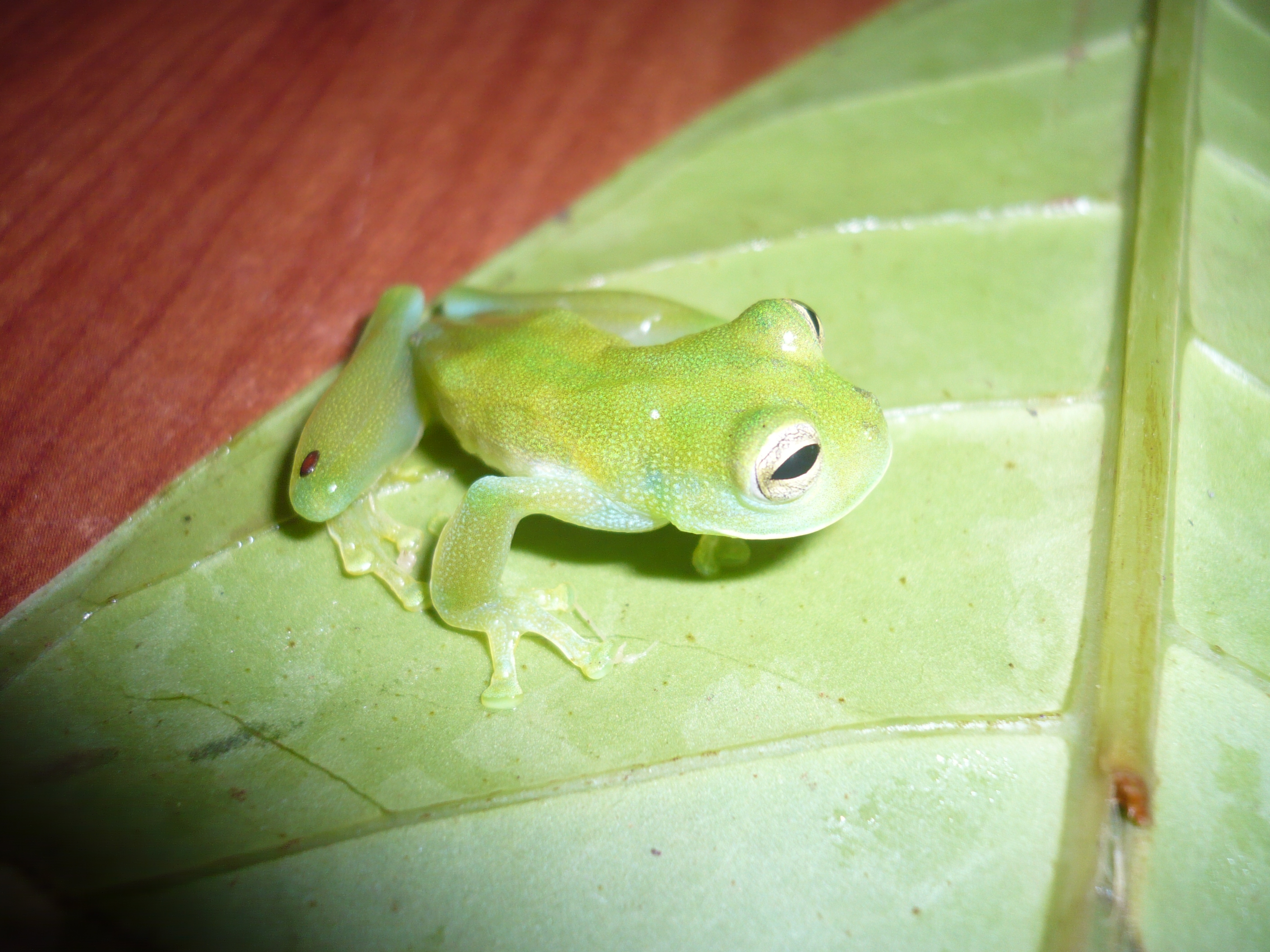
Cochranella nola